# Bitter Root
Bitter Root — серия комиксов, которую в 2018—2021 годах издавала компания Image Comics.

## Синопсис
1920-е годы. Нью-Йорк. Гарлемский ренессанс. Главными героями является семья Сангерье — охотники за монстрами.

## Коллекционные издания
| Название                               | Тип            | Дата выхода     | Собранный материал                     | Кол-во страниц | ISBN                           | Предполагаемый объём продаж (первый месяц) |
| -------------------------------------- | -------------- | --------------- | -------------------------------------- | -------------- | ------------------------------ | ------------------------------------------ |
| Bitter Root, Vol. 1: Family Business   | Мягкая обложка | 15 мая 2019     | Bitter Root #1-5                       | 160            | 978-1-5343-1212-8, 15343-12129 | 2 391, позиция в Северной Америке — 25     |
| Bitter Root, Vol. 2: Rage & Redemption | Мягкая обложка | 21 октября 2020 | Bitter Root #6-10 и Red Summer Special | 200            | 978-1-5343-1660-7, 15343-16604 | н/д                                        |
| Bitter Root, Vol. 3: Legacy            | Мягкая обложка | 27 октября 2021 | Bitter Root #11-15                     | 152            | 978-1-5343-1917-2, 15343-19174 | 2 163, позиция в Северной Америке — 17     |

## Отзывы
На сайте Comic Book Roundup серия имеет оценку 9,4 из 10 на основе 109 рецензий. Кристиан Хоффер из ComicBook.com, обозревая первый выпуск, писал, что это «один из лучших дебютных выпусков, выпущенных Image в этом году». Пирс Лидон из Newsarama дал первому выпуску 9 баллов из 10 и похвалил дизайн персонажей. Кейтлин Росберг из The A.V. Club поставила дебюту оценку «A-» и также отметила дизайн героев. Рецензент из Publishers Weekly выделял детализацию сеттинга.

### Награды
| Год  | Награда       | Категория              | Результат | Пр.    |
| ---- | ------------- | ---------------------- | --------- | ------ |
| 2019 | Ringo Awards  | Best Series            | Номинация | [ 12 ] |
| 2019 | Eisner Awards | Best New Series        | Номинация | [ 12 ] |
| 2020 | Ringo Awards  | Best Series            | Победа    | [ 13 ] |
| 2020 | Eisner Awards | Best Continuing Series | Победа    | [ 14 ] |

## Фильм
В конце марта 2019 года стало известно, что Legendary Pictures будет снимать фильм на основе комикса. Продюсерами выступят создатели серии (Дэвид Уокер, Сэнфорд Грин и Чак Браун), а также Шон Оволо из Big Machine Productions. В октябре было сообщено, что к производству фильма присоединились Райан Куглер, Зинзи Эванс и Сев Оганян. В мае 2021 года кресло режиссёра досталось Реджине Кинг, которая по совместительству будет и продюсером. Брайан Эдвард Хилл занимается сценарием.